# Serjania darcyi
Serjania darcyi är en kinesträdsväxtart som beskrevs av T.B. Croat. Serjania darcyi ingår i släktet Serjania och familjen kinesträdsväxter. Inga underarter finns listade i Catalogue of Life.